# Neil Gourley
Neil Gourley (* 7. Februar 1995 in Glasgow) ist ein schottischer Leichtathlet, der sich auf den 1500-Meter-Lauf spezialisiert hat. 2023 wurde er Vizehalleneuropameister.

## Leben
Neil Gourley wurde in Glasgow geboren, wo er zusammen mit einem Bruder aufwuchs. In seiner Jugend betrieb er, bevor er mit der Leichtathletik begann, Rugby und Fußball. 2014 nahm er ein Maschinenbau-Studium an der Virginia Tech in den USA auf, für deren Sportteam er in den Collegemeisterschaften antrat. Seit dem Abschluss trainiert er bei Mark Rowland in Eugene, im Bundesstaat Oregon.

## Sportliche Laufbahn
Gourley trat erstmals 2012 in Wettkämpfen über die Distanzen 800 und 1500 Meter an. Über 1500 Meter belegte er bei den britischen U20-Meisterschaften den achten Platz. 2014 konnte er sich nach seinem Umzug in die USA gleich in seinem ersten Wettkampf auf 3:48,62 min verbessern. 2015 nahm er im Sommer an den britischen U23-Meisterschaften teil, bei denen er als Sieger hervorgehen konnte und startete einen Monat später auch bei den U23-Europameisterschaften in Tallinn. Dabei zog er in das Finale ein, in dem er mit einer Zeit von 3:45,04 min die Bronzemedaille gewinnen konnte. Nachdem er sich 2016 auf eine Zeit von 3:39,92 min steigern konnte, nahm er ein Jahr darauf erneut an den U23-Europameisterschaften, diesmal in Bydgoszcz, teil. Dort konnte er erneut in das Finale einziehen, verpasste als Vierter allerdings knapp den Sprung auf das Podest. 2019 nahm er bei den Halleneuropameisterschaften in seiner Heimatstadt erstmals an internationalen Meisterschaften bei den Erwachsenen teil. Als Sieger des ersten Vorlaufs, zog er dabei auf Anhieb in das Finale ein, konnte dort allerdings krankheitsbedingt nicht an den Start gehen. Bei seinem ersten Wettkampf 2019 unter freiem Himmel konnte er seine persönliche Bestleistung in Seattle auf 3:35,95 min steigern. Mit dieser Zeit erfüllte er auch die Norm für die Weltmeisterschaften in Doha, bei denen er im Oktober an den Start ging. Nachdem er dort die Vor- und Halbfinalläufe erfolgreich bestreiten konnte, stand er schließlich im WM-Finale. Darin lief er eine Zeit von 3:37,30 min, mit denen er auf dem elften und damit vorletzten Platz ins Ziel kam. 2021 trat er im März bei den Halleneuropameisterschaften in Toruń an, bei denen er über 1500 Meter in das Finale einziehen konnte, das er als Zwölfter, und damit Letzter, beendete.
2022 trat Gourley im Frühjahr bei den Hallenweltmeisterschaften in Belgrad an. Er startete im zweiten der insgesamt vier Vorläufe und zog als Sieger seines Laufes in das Finale ein. Darin belegte er in 3:35,87 min den sechsten Platz. Im Sommer nahm er an den Weltmeisterschaften in den USA teil. Er erreichte das Halbfinale des 1500-Meter-Laufes, in dem er als Sechster seines Laufes knapp den Finaleinzug verpasste. Anfang August nahm er in Birmingham zum ersten Mal an den Commonwealth Games teil. Dort steigerte er im Finale seine Bestzeit auf 3:32,93 min, womit er den achten Platz belegte. Nachdem er bei den Weltmeisterschaften den Finaleinzug knapp verpasst hatte, gelang ihm dies kurz darauf bei den Europameisterschaften in München. Das Finale beendete er ebenfalls auf dem achten Rang. 2023 lief Gourley Ende Februar in Birmingham in 3:32,48 min einen neuen britischen Hallenrekord. Anfang März trat er bei den Halleneuropameisterschaften in Istanbul an. Im Finale musste er sich lediglich dem Norweger Jakob Ingebrigtsen geschlagen geben und konnte somit die Silbermedaille gewinnen. Während der Freiluftsaison steigerte er seine 1500-Meter-Zeit bis auf 3:30,60 min. Im August trat er bei den Weltmeisterschaften in Budapest an. Dort zog er in das Finale ein, in dem er den neunten Platz belegte.
Gourley gewann bislang vier britische Meistertitel im Erwachsenenbereich (2019 und 2023, jeweils einmal Halle und Freiluft).

## Wichtige Wettbewerbe
| Jahr                               | Veranstaltung                      | Ort                                | Platz                              | Disziplin                          | Zeit                               |
| Startet für Vereinigtes Königreich | Startet für Vereinigtes Königreich | Startet für Vereinigtes Königreich | Startet für Vereinigtes Königreich | Startet für Vereinigtes Königreich | Startet für Vereinigtes Königreich |
| ---------------------------------- | ---------------------------------- | ---------------------------------- | ---------------------------------- | ---------------------------------- | ---------------------------------- |
| 2015                               | U23-Europameisterschaften          | Tallinn                            | 3.                                 | 1500 m                             | 3:45,04 min                        |
| 2017                               | U23-Europameisterschaften          | Bydgoszcz                          | 4.                                 | 1500 m                             | 3:49,53 min                        |
| 2019                               | Halleneuropameisterschaften        | Glasgow                            | 8.                                 | 1500 m                             | 3:46:63 min (Vorlaufzeit)          |
| 2019                               | Weltmeisterschaften                | Doha                               | 11.                                | 1500 m                             | 3:37,30 min                        |
| 2021                               | Halleneuropameisterschaften        | Toruń                              | 12.                                | 1500 m                             | 3:45,99 min                        |
| 2022                               | Hallenweltmeisterschaften          | Belgrad                            | 6.                                 | 1500 m                             | 3:35,87 min                        |
| 2022                               | Weltmeisterschaften                | Eugene                             | 14.                                | 1500 m                             | 3:37,22 min                        |
| 2022                               | Commonwealth Games                 | Birmingham                         | 8.                                 | 1500 m                             | 3:32,93 min                        |
| 2022                               | Europameisterschaften              | München                            | 8.                                 | 1500 m                             | 3:38,40 min                        |
| 2023                               | Halleneuropameisterschaften        | Istanbul                           | 2.                                 | 1500 m                             | 3:34,23 min                        |
| 2023                               | Weltmeisterschaften                | Budapest                           | 9.                                 | 1500 m                             | 3:31,10 min                        |

## Persönliche Bestleistungen
Freiluft
- 800 m: 1:44,82 min, 18. Juni 2022, Pfungstadt
- 1500 m: 3:30,60 min, 23. Juli 2023, London
- 1 Meile: 3:47,74 min, 25. Mai 2024, Eugene
- 5000 m: 13:11,44 min, 26. Mai 2023, Los Angeles

Halle
- 800 m: 1:47,04 min, 24. Februar 2018, Clemson
- 1000 m: 2:18,68 min, 22. Januar 2021, Blacksburg
- 1500 m: 3:32,48 min, 25. Februar 2023, Birmingham, (britischer Rekord)
- 3000 m: 7:48,94 min, 29. Januar 2022, Fayetteville